# برچیوگه
برچیوگه (به پرتغالی: Bertioga) یک شهر و شهر و شهرداری در برزیل است که در ایالت سائو پائولو واقع شده‌است. برچیوگه ۴۹۰٫۱۵ کیلومتر مربع مساحت و ۵۶٬۵۵۵ نفر جمعیت دارد و ۸ متر بالاتر از سطح دریا واقع شده‌است.